# Batocera

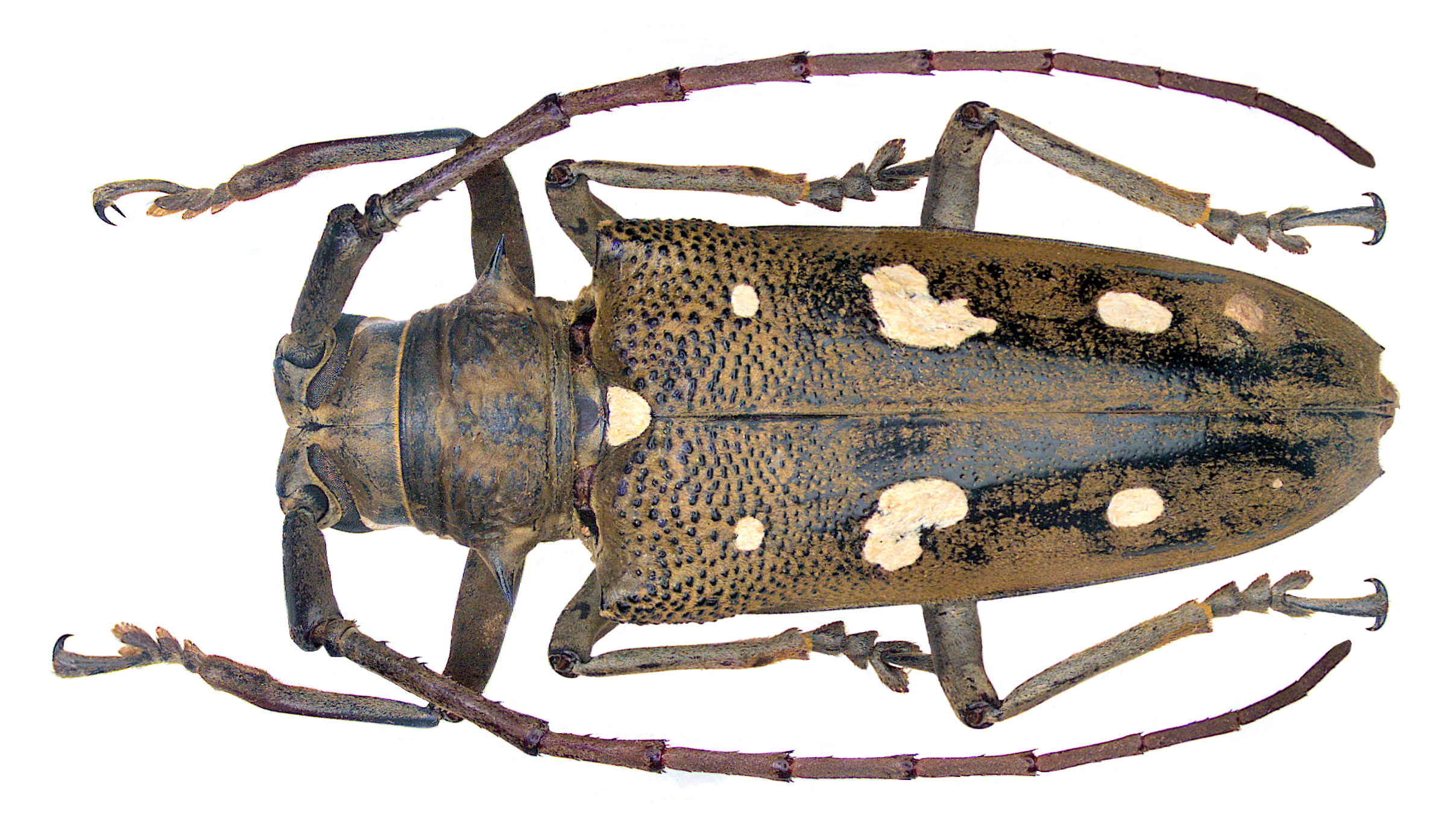
Batocera rubus

Batocera – rodzaj chrząszczy z rodziny kózkowatych i podrodziny zgrzypikowych.

## Zasięg występowania
Przedstawiciele tego rodzaju występują w Afryce, Indiach, Azji Wsch. i Płd.-Wsch., Australii oraz na wyspach Oceanii. Batocera rufomaculata została introdukowana na Karaibach i w Ameryce Południowej.

## Systematyka
Do Batocera zaliczanych jest 60 gatunków:

- Batocera aeneonigra
- Batocera ammiralis
- Batocera andamana
- Batocera armata
- Batocera boisduvalii
- Batocera breuningi
- Batocera browni
- Batocera bruynii
- Batocera celebiana
- Batocera chevrolatii
- Batocera cinnamomea
- Batocera claudia
- Batocera davidis
- Batocera drapiezi
- Batocera enganensis
- Batocera forbesii
- Batocera frenchi
- Batocera gerstaeckerii
- Batocera gigas
- Batocera granulipennis
- Batocera herbuloti
- Batocera hercules
- Batocera hlaveki
- Batocera horsfieldii
- Batocera humeridens
- Batocera inconspicua
- Batocera itzingeri
- Batocera kibleri
- Batocera laena
- Batocera lamondi
- Batocera lineolata
- Batocera maculata
- Batocera magica
- Batocera malleti
- Batocera matzdorffi
- Batocera migsominea
- Batocera molitor
- Batocera nebulosa
- Batocera numitor
- Batocera oceanica
- Batocera parryi
- Batocera punctata
- Batocera quercinea
- Batocera rosenbergii
- Batocera roylii
- Batocera rubus
- Batocera rufomaculata
- Batocera saundersii
- Batocera sentis
- Batocera strandi
- Batocera sumbaensis
- Batocera thomsonii
- Batocera timorlautensis
- Batocera tippmanni
- Batocera una
- Batocera ushijimai
- Batocera victoriana
- Batocera wallacei
- Batocera woodlarkiana
- Batocera wyliei